# De tochtgenoten
De tochtgenoten is een monument in Edam ter nagedachtenis aan de Tweede Wereldoorlog.

## Beschrijving
De Amsterdamse beeldhouwer Hubert van Lith maakte een beeldengroep van een vrouw en een man met een kind op de arm. Het gedenkteken is opgericht ter herdenking aan eenentwintig joodse Edammers die tijdens de oorlog zijn omgekomen. Een replica bevindt zich in het museumpark van Oorlogsmuseum Overloon. Van Lith beschreef het verhaal achter het beeld in een gedicht: "Ik weet daarom wat er in je omging, ik weet hoe diep je was geroerd, toen brute handen, veel getrouwen als beesten hebben weggevoerd." Het 1,38 meter hoge bronzen beeld staat op een sokkel met getrapte voet. Op de sokkel is een plaquette aangebracht met in het Hebreeuws en Nederlands de tekst: RACHEL BEWEENT HARE KINDEREN (JEREMIA 31:14)
Het monument is geplaatst aan het Oorgat tegenover de joodse begraafplaats. Het werd op 2 oktober 1967 door opperrabbijn Elieser Berlinger onthuld. Jaarlijks is er tijdens de Nationale Dodenherdenking een ceremonie waarbij de namen van de omgekomen joodse Edammers worden genoemd, de aanwezigen een steen kunnen leggen en het Yizkor wordt gezongen.